# 克拉奇基
49°32′37″N 26°41′0″E / 49.54361°N 26.68333°E
克拉奇基（烏克蘭語：Крачки）是位於烏克蘭西部的村莊，由赫梅利尼茨基州裡赫梅利尼茨基區的黑奧斯特里夫市鎮負責管轄。該村面積0.9平方公里，海拔高度299米，2001年人口133，人口密度每平方公里147.8人。